# Egoism-天国はまだ待ってくれる-
『egoism-天国はまだ待ってくれる-』（エゴイズム てんごくはまだまってくれる ）はやしきたかじんの11枚目のアルバム。1994年8月25日に発売された。

## 内容
前作から1年1ヶ月振り、たかじんのオリジナル・アルバムで最大のヒット作。全10曲中、「はぐれた背中」以外の全曲を及川眠子が作詞。坂本洋は7曲の作曲を担当している。タイトル曲に関しては「エゴイズム」「天国はまだ待ってくれる」の2曲だと思われやすいが、前作のオリジナル・アルバム「Mood-夢見る男のために-」同様、アルバムタイトルの後半部分が最後にある。また「泣いたら負け」は、後にシングル・カットされているが、アルバムヴァージョンはシングルヴァージョンに無いフレーズが冒頭部分に付け加えられている。累計で10万枚を売上げた。

## 収録曲
- 全作詞:及川眠子（特記以外）

1. 時代が女の味方なら（4：16）
作曲:鈴木キサブロー 編曲:若草恵
2. 優しい女には毒がある（4：51）
作曲:坂本洋 編曲:若草恵
3. はぐれた背中（5：16）
作詞:来生えつこ 作曲:来生たかお 編曲:若草恵
「優しい女には毒がある」のカップリング曲。
4. 冷たい炎（5：41）
作曲:坂本洋 編曲:芳野藤丸
5. エゴイズム（5：06）
作曲:坂本洋 編曲:川村栄二
6. 遊び慣れてる大人のように（4：25）
作曲:川上明彦 編曲:川村栄二
7. 覚悟の恋（5：02）
作曲:坂本洋 編曲:芳野藤丸
8. 思い出したくないことほど忘れてしまえない（5：48）
作曲:坂本洋 編曲:川村栄二･今泉敏郎
9. 泣いたら負け（6：07）
作曲:坂本洋 編曲:川村栄二
10. 天国はまだ待ってくれる（5：13）
作曲:坂本洋 編曲:川村栄二